# Joakim Wrele
Joakim Wrele, född 7 januari 1991, är en svensk fotbollsspelare som spelar för Hødd. Hans tvillingbror, Andreas Wrele, är också en fotbollsspelare.

## Karriär
Wreles moderklubb är BK Astrio. Som 17-åring gick han till Halmstads BK. I juli 2010 fick han sitt första A-lagskontrakt. Den 3 oktober 2010 debuterade han i Allsvenskan i en 2–0-hemmaseger över IF Brommapojkarna.
I maj 2013 lånades Wrele ut till isländska IA Akranes. Våren 2014 lånades Wrele ut till Hødd och i juli 2014 omvandlades låneavtalet till en permanent övergång.
I december 2016 gick Wrele till Levanger. Inför säsongen 2018 återvände han till Hødd.